# Paul B. Fenton
Paul B.  Fenton (geb. 1951 in London) ist ein zeitgenössischer Historiker und Orientalist, der als Professor für Nahoststudien und Judaistik an der Universität Paris-Sorbonne (Paris IV) lehrt. Sein Forschungsschwerpunkt bildet das Studium des Judentums in islamischen Ländern.

## Biographie
Paul B. Fenton wurde 1951 in London in eine jüdische Familie geboren. Als junger Mann besuchte er dort die Etz Chaim Yeshiva sowie das Jews' College, um die Jahrtausendwende umbenannt zu London School of Jewish Studies. In den frühen 1970er Jahren machte er BA- und MA-Abschlüsse in Nahoststudien an der Universität Straßburg in Frankreich. Anschließend studierte er an der Universität von Université Saint-Joseph in Beirut, Libanon. Er wurde an der Sorbonne unter Georges Vajda (1908–1981) promoviert.
Nach seiner Promotion unterrichtete er Arabisch an der Cambridge University, wo er auch als wissenschaftlicher Mitarbeiter beim Studium der Dokumente aus der Kairoer Geniza arbeitete. Von 1982 bis 1992 lehrte er Hebräisch und Hebräische Literatur an der Universität Lyon und von 1992 bis 1997 an der Universität Straßburg Hebräische Literatur. Seit 1997 ist er Dozent an der Sorbonne und wurde später zum stellvertretenden Leiter der Abteilung für Arabische und Hebräische Studien an der Universität ernannt. Im Laufe der Jahre war er als Gastwissenschaftler an zahlreichen Universitäten unterwegs, darunter die Hebräische Universität Jerusalem, Bar-Ilan-Universität, Oxford University und andere.
Zu Fentons Forschungsinteressen zählen  verschiedene Bereiche, Schwerpunkte bilden das mittelalterliche jüdische Denken, das nordafrikanische Judentum, die Genisa von Kairo und der Einfluss des Sufismus auf das mittelalterliche Judentum, wobei er sich insbesondere auf die jüdisch-sufische Strömung der Chassidim in Ägypten und die jüdisch-muslimischen Beziehungen fokussierte. Darüber hinaus veröffentlichte er wissenschaftliche Ausgaben der Werke der großen Weisen Spaniens, wie das Kitab al-durar (A Book in Praise of God and the Israelite Communities) von Rabbi Juda al-Charisi (1165–1225), das er 2009 zusammen mit Joshua Blau und Joseph Yahalom in einer neuen und übersetzten Ausgabe zusammengestellt und herausgegeben hat. Für die Enzyklopädie Medieval Islamic Civilization von Josef W. Meri (Hrsg.) verfasste Fenton beispielsweise den Beitrag zum Jüdischen Mystizismus.
2010 wurde er für seine Beiträge zur Judaistik mit einer nach Alexandre Safran benannten Medaille ausgezeichnet.

## Publikationen (Auswahl)
- Jüdische und islamische Mystik.  Aus dem Englischen von Axel Monte. Books Ex Oriente, München 2009, ISBN 978-3-9813130-3-1.
- Expérience et écriture mystiques dans les religions du livre. Brill, Leiden 2000.
- The Treatise of the Pool al-Maqâla al-Hawdiyya by ‘Obadyah b. Abraham b.Moses Maimonides. Zuerst hrsg. von Bodleian Library, Oxford and Genizah fragments, translated by Paul Fenton with a Preface by Prof. G. Vajda, Londres (The Octagon Press), 1981 (Nachdruck 1995).
- David b. Josué Maïmonide, Al-Murshid ila t-Tafarrud wal-Murfid ila t-Tajarrud, Doctor ad Solitudinem et Ductor ad Simplicitatem, édition du texte judéo-arabe avec une traduction hébraïque annotée, précédée d'une introduction, Jérusalem (université hébraïque de Jérusalem, Société Meqisé Nirdamim), 1987.
- Obadyah et David Maïmonide, deux traités de mystique juive. Verdier,  Paris 1987.
- Published Material from Cambridge Genizah Collections : A Bibliography, 1896–1980, Hrsg. S. Reif assisted Paul Fenton, Cambridge, Cambridge University Press, 1989 (Genizah Series).
- Handlist of Judeo-Arabic Manuscripts in Leningrad, A Tentative Hand-List of Judeo-Arabic Manuscripts in the Firkovic Collections, compiled by P.B. Fenton, Institut Ben-Zvi, Jérusalem, 1991 (hebr.).
- Bibliographie de l’œuvre de Georges Vajda, précédée d'un essai biographique, Louvain-Paris (Collection de la Revue des études juives), 1991.
- Judah b. Nissim Ibn Malka, Judaeo-Arabic Commentary on the Pirqey Rabbi Eli'ezer with a Hebrew Translation and Supercommentary by Isaac b. Samuel of Acco, edited from MSS by Paul B. Fenton, Jerusalem 1991.
- Ibn 'Arabi, La production des cercles, traduit et présenté par Paul Fenton et Maurice Gloton, Paris, (Editions de l’Éclat), 1996.
- Philosophie et exégèse dans le Jardin de la métaphore de Moïse Ibn ‘Ezra, philosophe et poète andalou du XII, Leyde (Etudes sur le Judaisme Médiéval, Brill), 1997.
- P. Fenton (,Hrsg.) R. Gœtschel (Hrsg.): Écriture et expérience mystiques dans les religions monothéistes. Brill, Leiden 2000.
- Séfer Yesirah, ou le Livre de la Création, exposé de cosmogonie hébraïque ancienne. Paris 2002.
- G. Vajda & P. Fenton, Le Commentaire sur le Livre de la Création de Dunash ben Tamîm de Kairouan. Paris-Louvain 2002.
- Joseph b. Abraham Ibn Waqâr, Sefer shorshey ha-qabbâlâh, Principles of the Qabbalah. Los Angeles 2004.
- Juda Ibn Malka, La Consolation de l’expatrié spirituel. Ed. De l’éclat, Paris 2008.
- Juda al-Harizi, The Book of Pearls. Engl. Übers. von P. Fenton. Jerusalem 2009.
- L’Exil au Maghreb, la condition juive sous l’islam 1148–1912. Presses universitaires de Paris-Sorbonne, Paris 2010.